# Clärenore Stinnes
Clara Eleonore ("Clärenore") Stinnes, född 21 januari 1901 i Mülheim an der Ruhr, död 7 september 1990 i Sverige, var en tysk äventyrare och tävlingsförare. Hon blev känd när hon tillsammans med Carl-Axel Söderström åkte jorden runt med bil 1927-1929.
Stinnes var dotter till Hugo Stinnes, en av Tysklands ledande industriledare. 1924 deltog hon i sin första biltävling och 1927 hade hon vunnit 17 lopp. 1927 företog hon en uppmärksammad resa tillsammans med Carl-Axel Söderström med bil jorden runt. De körde en Adler Standard 6 och hade med två mekaniker och en följebil. Resan sponsrades av den tyska fordonsindustrin genom Adler, Bosch och Aral.
Resan gick via Balkan, Beirut, Damaskus, Bagdad och Teheran till Moskva. Från Moskva körde man genom Sibirien, bland annat över Bajkalsjön och genom Gobiöknen till Peking. Via färja tog man sig via Japan och Hawaii till Sydamerika. De kom sedermera fram till Washington, D.C. där de mottogs av presidenten Herbert Hoover. Med båt tog de sig sedan till Le Havre och återkom till Berlin 24 juni 1929. Då hade man kört 47 000 km. Färden dokumenterades i en bok som i svensk utgåva hade titeln 5,000 mil i bil: Två år vid ratten på färd jorden runt.

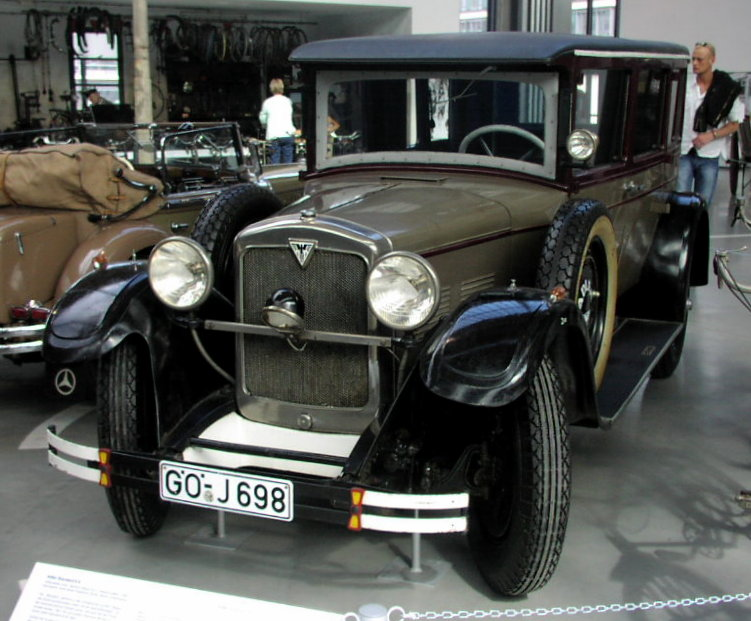
Adler Standard 6